# Macaco japonès
El macaco japonès (Macaca fuscata) és un macaco d'una llargada entre 79 i 95 cm, amb la cua d'uns 10 cm aproximadament. Els mascles pesen entre 10 i 14 kg, les femelles, uns 5,5 kg.

## Hàbitat
Viu al sud del Japó. A l'hivern hi fa molt de fred i, per tant, han de tenir molt de pèl.

## Característiques
És un animal diürn i passa molt de temps al boscos de diferents tipus (subtropical, subalpí, caducifoli, de fullatge persistent, etc.) fins a una altitud de 1.60 m. S'alimenta de llavors, arrels, borrons, fruits invertebrats, baies, fulles, ous, bolets, escorça, cereals i rarament peix. Està recobert d'un pèl espès i llanós bru grisenc, excepte la cara, natges, palmes de mans i de peus on hi ha nombrosos vasos sanguinis que mantenen la calor, cosa que dona sobretot a la cara un color vermell. La cua és molt curta i difícil de veure (8–12 cm.).

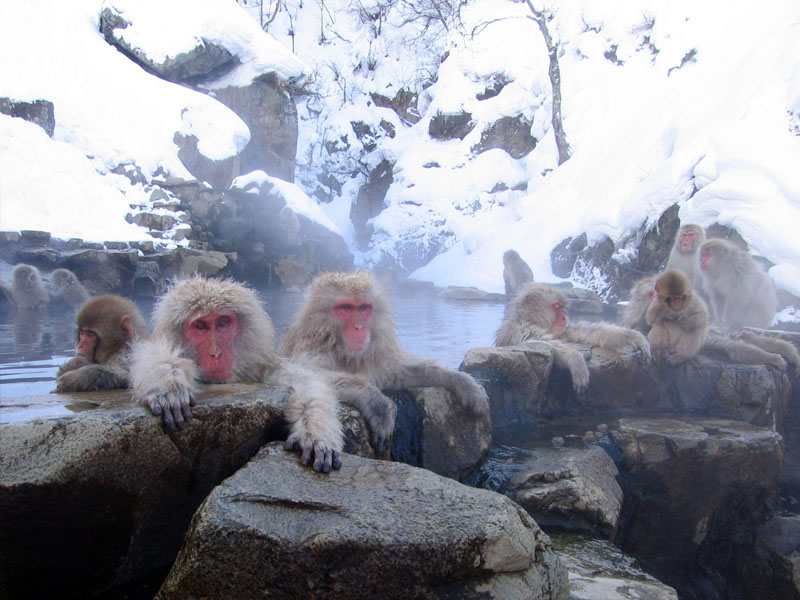
Macacos japonesos a les fonts termals de Nagano

Els macacos japonesos viuen a les zones muntanyoses de Honshū sobreviuen a temperatures per sota de –15  °C i passen molt de temps banyant-se en fonts termals naturals.